# Борачки мајдани камена
Борачки мајдани камена налазе се у у атару села Борач, у општини Кнић.

## Борачки камен
Борачки крш предствља магматску формацију насталу надимањем густих маса лаве чији су делови временом еродирали, чиме је ово узвишење добило свој препознатљив изглед. У Борчу је из два мајдана - на Ливадици и на Чекталима вађен ситнозрни белопепељасти полугранит зрнасте структуре. Овде се јавља у окомитим и косим ласовима-врстама, од којих могу да се добију комади до 4-5 метара дужине. Због своје чврстоће и издржљивости борачки камен представља одличан грађевински материјал. На брду Бусиковцу је из хоризонталних ласова вађен црвенкасти камен ситније шупљикавости и са већом примесом гвожђа, што му даје карактеристичну боју. Иако прошаран кварцним зрнцима и шупљикав, борачки полугранит прилично може да се углача и задобије изглед грубљег мермера.

### Употреба
У прошлости, борачки камен је коришћен за различите грађевинске намене. Велику примену имао је и у изради надгробних споменика и плоча. Највише су га користили каменоресци из фамилије Лукић који су се традиционално бавили овим занатом, али се никад нису потписивали на својим мајсторијама. Њихови рукоради расути су по гробљима у пет-шест гружанских села која окружују Борач. Старији надгробници су од тврђег, црвенкастог „бусиковца”, док су од порознијег сивкастог „кршанца“ споменици израђивани тек након Првог светског рата. Борачки камен је тежак за финију обраду - подесан је за урезивање слова и плићих геометријских мотива, али не и за комплексније ликовне представе.